# James Byres
James Byres (1733 - 1817) est un architecte, antiquaire et marchand écossais d'antiquités et de peintures de maîtres.

## Biographie
Il est né dans l'Aberdeenshire en 1733 . Il était membre d'une famille de sympathisants jacobites écossais qui s'installent à Rome en 1758, où il devient cicérone et marchand d'art, principalement auprès de nobles écossais et anglais faisant le Grand Tour, jusqu'à son retour en Écosse en 1790. Sa maison est dans la Via Paolina.
Il est un peintre et un architecte, dont la conception vanvitellienne pour une façade de Palais remporte un prix de l'Accademia di San Luca en 1762,. À Rome, des membres de son cercle sont dessinés par Angelica Kauffmann dans un carnet de croquis qu'elle utilise de 1762 à 1764 : les portraits comprennent notamment le peintre anglais Nathaniel Dance-Holland, Gavin Hamilton et l'abbé Peter Grant. En 1764, il connait si bien les sites antiques et les cabinets de collectionneurs qu'il prend avec lui un groupe de colons américains, dont Samuel Powel de Philadelphie, qui, contrairement à ses pairs britanniques, prend des notes assidues. Byres, ainsi que certains autres résidents britanniques à Rome tels que Thomas Jenkins et Colin Morison, travaille comme marchand d'art avec d'importants collectionneurs européens.
William Constable achète à Byres de nombreuses peintures et copies de marbre italiens d'après des sculptures romaines à Burton Constable, Yorkshire, et Byres est chargé de présenter l'artiste Anton von Maron, qui peint William Constable et sa sœur dans la pose et la robe de Cato et Marcia. Parmi les antiquités qui passent entre ses mains, la plus célèbre est sans doute le Vase Portland, qu'il venu à Sir William Hamilton en 1770. Parmi les commandes pour lesquelles il agit en tant qu'agent, il y a le Noli me Tangere d'Anton Raphael Mengs, 1771, pour un retable pour All Souls College, 1771.
En 1783, il est l'un des membres fondateurs de la Royal Society of Edinburgh.
On peut se faire une idée claire de sa propre collection à partir d'un inventaire de 1790 fait à son retour à Tonley. Bien qu'il ait envoyé plusieurs de ses clients à Pompeo Batoni, le seul portrait Batoni accroché dans sa maison était celui de sa sœur Isabella, Mme Robert Sandilands.
Concernant les Étrusques, Byres formule l'hypothèse que la littérature étrusque ne nous est pas parvenue parce qu'elle a été délibérément détruite par les Romains.
Avant de quitter Rome en 1790, il fait un paiement au maître d'hôtel de Henry Benedict Stuart, le cardinal York en faveur de la duchesse d'Albany, fille illégitime de Bonnie Prince Charlie, de sorte qu'il peut être déduit que sa sensibilité jacobite était profonde.
Il meurt à Tonley dans l'Aberdeenshire le 3 septembre 1817.